# Atelopus certus
Espèce
Synonymes
- Atelopus spurrelli certus Barbour, 1923

Statut de conservation UICN

 CR  : 
En danger critique
Atelopus certus est une espèce d'amphibiens de la famille des Bufonidae.

## Répartition
Cette espèce est endémique du Cerro Sapo dans le sud-ouest de la province de Darién au Panama. Elle se rencontre entre 50 et 1 150 m d'altitude.

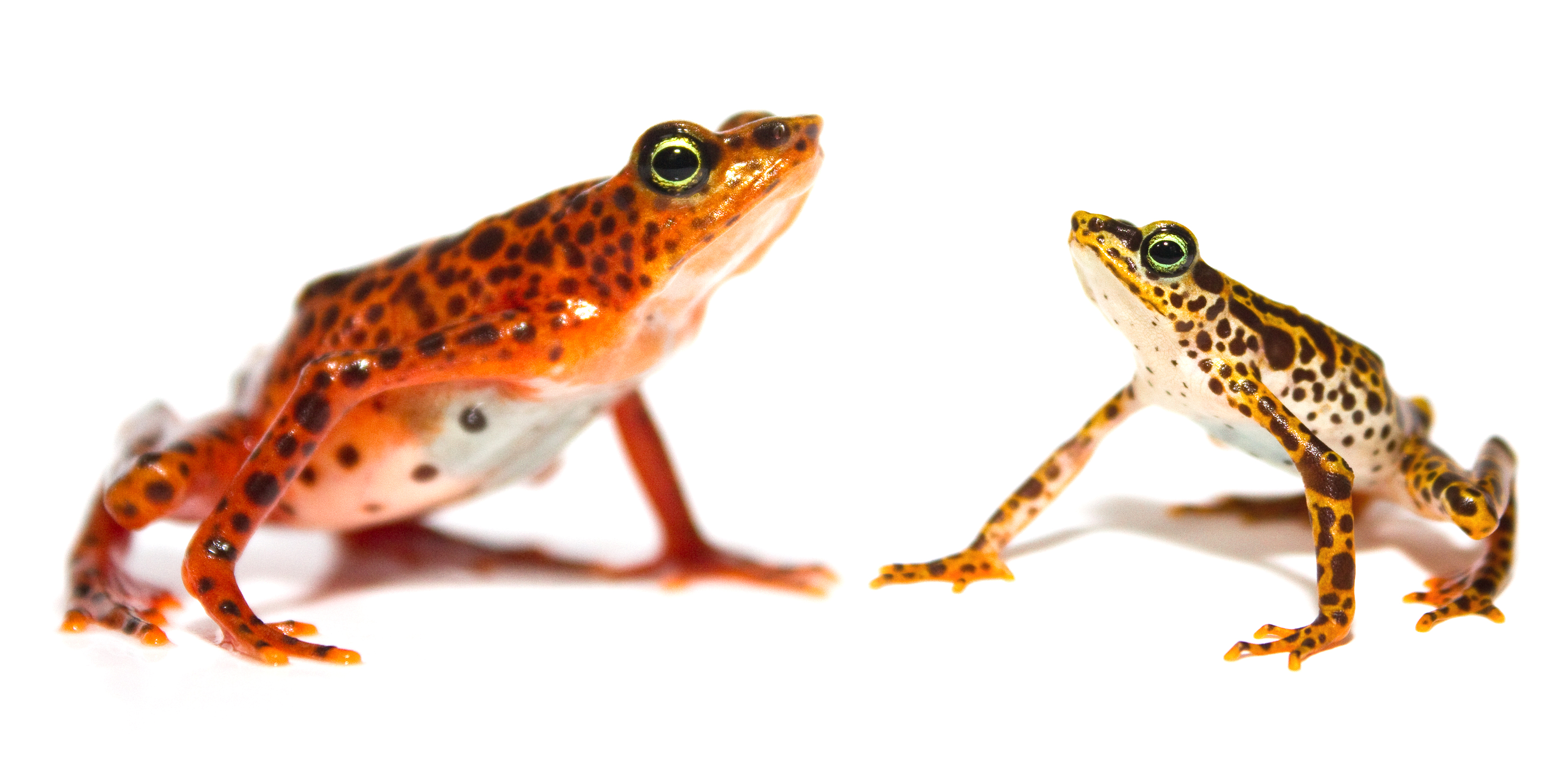
Atelopus certus femelle à gauche et mâle à droite.

## Publication originale
- Barbour, 1923 : Notes on reptiles and amphibians from Panama.  Occasional Papers of the Museum of Zoology University of Michigan, vol. 129, p. 1-16 (texte intégral).